# Aziatisch kampioenschap voetbal onder 17
Het Aziatisch kampioenschap voetbal onder 17 (eerste 3 edities onder 16 jaar) is het Aziatisch onder 17 kampioenschap voetbal voor landenteams, georganiseerd door de AFC. Het kampioenschap wordt sinds 1985 iedere twee jaar gehouden.

## Historisch overzicht
| Aziatisch kampioenschap voetbal onder 16 (1985–2000)  |                              |               |              |                              |                              |                           |                           |
| Jaar                                                  | Gastland                     | Finale        | Finale       | Finale                       | Troostfinale                 | Troostfinale              | Troostfinale              |
| Jaar                                                  | Gastland                     | Winnaar       | Uitslag      | Tweede                       | Derde                        | Uitslag                   | Vierde                    |
| 1985 details                                          | Qatar                        | Saoedi-Arabië | 0–0 (p. 4–3) | Qatar                        | Irak                         | 1–0                       | Thailand                  |
| 1986 details                                          | Qatar                        | Zuid-Korea    | 0–0 (p. 5–4) | Qatar                        | KSA                          | 2–0                       | Noord-Korea               |
| 1988 details                                          | Thailand                     | Saoedi-Arabië | 2–0          | Bahrein                      | China                        | 1–1 (p. 4–3)              | Irak                      |
| 1990 details                                          | Verenigde Arabische Emiraten | Qatar         | 2–0          | Verenigde Arabische Emiraten | China                        | 5–0                       | Indonesië                 |
| 1992 details                                          | Saoedi-Arabië                | China         | 2–2 (p. 8–7) | Qatar                        | Saoedi-Arabië                | 2–1                       | Noord-Korea               |
| 1994 details                                          | Qatar                        | Japan         | 1–0          | Qatar                        | Oman                         | 3–2                       | Bahrein                   |
| 1996 details                                          | Thailand                     | Oman          | 1–0          | Thailand                     | Bahrein                      | 0–0 (p. 4–1)              | Japan                     |
| 1998 details                                          | Qatar                        | Thailand      | 1–1 (p. 3–2) | Qatar                        | Bahrein                      | 5–1 (p. 5–3)              | Zuid-Korea                |
| 2000 details                                          | Vietnam                      | Oman          | 1–0          | Iran                         | Japan                        | 4–2 (p. 3–0)              | Vietnam                   |
| Aziatisch kampioenschap voetbal onder 17 (2002–2008)  |                              |               |              |                              |                              |                           |                           |
| 2002 details                                          | Verenigde Arabische Emiraten | Zuid-Korea    | 1–1 (p. 5–3) | Jemen                        | China                        | 1–0                       | Oezbekistan               |
| 2004 details                                          | Japan                        | China         | 1–0          | Noord-Korea                  | Qatar                        | 2–1                       | Iran                      |
| 2006 details                                          | Singapore                    | Japan         | 4–2          | Noord-Korea                  | Tadzjikistan                 | 3–3 (p. 5–4)              | Syrië                     |
| 2008 details                                          | Oezbekistan                  | Iran          | 2–1          | Zuid-Korea                   | Verenigde Arabische Emiraten | n/a(1)                    | Japan                     |
| Aziatisch kampioenschap voetbal onder 16 (2010–2022)  |                              |               |              |                              |                              |                           |                           |
| 2010 details                                          | Oezbekistan                  | Noord-Korea   | 2-1          | Oezbekistan                  | Australië                    | n/a(1)                    | Japan                     |
| 2012 details                                          | Iran                         | Oezbekistan   | 1–1 (p. 3–1) | Japan                        | Iran                         | n/a(1)                    | Irak                      |
| 2014 details                                          | Thailand                     | Noord-Korea   | 2–1          | Zuid-Korea                   | Australië en Syrië           | Australië en Syrië        | Australië en Syrië        |
| 2016 details                                          | India                        | Irak          | 0–0 (p. 4–3) | Iran                         | Japan en Noord-Korea         | Japan en Noord-Korea      | Japan en Noord-Korea      |
| 2018 details                                          | Maleisië                     | Japan         | 1–0          | Tadzjikistan                 | Australië en Zuid-Korea      | Australië en Zuid-Korea   | Australië en Zuid-Korea   |
| 2020                                                  | Bahrein                      | Gecanceld     | Gecanceld    | Gecanceld                    | Gecanceld                    | Gecanceld                 | Gecanceld                 |
| Aziatisch kampioenschap voetbal onder 17 (2023–heden) |                              |               |              |                              |                              |                           |                           |
| 2023 details                                          | Thailand                     | Japan         | 3–0          | Zuid-Korea                   | Iran en Oezbekistan          | Iran en Oezbekistan       | Iran en Oezbekistan       |
| 2025 details                                          | Saoedi-Arabië                | Oezbekistan   | 2–0          | Saoedi-Arabië                | Noord-Korea en Zuid-Korea    | Noord-Korea en Zuid-Korea | Noord-Korea en Zuid-Korea |

## Succesvolle Naties
| Team                         | Winnaar                    | Finalist                             | 3e plaats            | 4e plaats      | Halve finale         |
| ---------------------------- | -------------------------- | ------------------------------------ | -------------------- | -------------- | -------------------- |
| Japan                        | 4 (1994, 2006, 2018, 2023) | 1 (2012)                             | 1 (2000)             | 1 (1996)       | 3 (2008, 2010, 2016) |
| Zuid-Korea                   | 2 (1986, 2002)             | 3 (2008, 2014, 2023)                 | –                    | 1 (1998)       | 2 (2018, 2025)       |
| China                        | 2 (1992, 2004)             | –                                    | 3 (1988, 1990, 2002) | –              | –                    |
| Saoedi-Arabië                | 2 (1985, 1988)             | 1 (2025)                             | 2 (1986, 1992*)      | –              | –                    |
| Oman                         | 2 (1996, 2000)             | –                                    | 1 (1994)             | –              | –                    |
| Qatar                        | 1 (1990)                   | 5 (1985*, 1986*, 1992, 1994*, 1998*) | 1 (2004)             | –              | –                    |
| Noord-Korea                  | 2 (2010 , 2014)            | 2 (2004, 2006)                       | –                    | 2 (1986, 1992) | 2 (2016, 2025)       |
| Oezbekistan                  | 2 (2012, 2025)             | 1 (2010)                             | –                    | 1 (2002)       | 1 (2023)             |
| Iran                         | 1 (2008)                   | 1 (2000)                             | 1 (2016)             | 1 (2004)       | 2 (2012, 2023)       |
| Thailand                     | 1 (1998)                   | 1 (1996*)                            | –                    | 1 (1985)       | –                    |
| Irak                         | 1 (2016)                   | –                                    | 1 (1985)             | 1 (1988)       | 1 (2012)             |
| Bahrein                      | –                          | 1 (1988)                             | 2 (1996, 1998)       | 1 (1994)       | –                    |
| Verenigde Arabische Emiraten | –                          | 1 (1990*)                            | –                    | –              | 1 (2008)             |
| Jemen                        | –                          | 1 (2002)                             | –                    | –              | –                    |
| Tadzjikistan                 | –                          | 1 (2018)                             | 1 (2006)             | –              | –                    |
| Indonesië                    | –                          | –                                    | –                    | 1 (1990)       | –                    |
| Vietnam                      | –                          | –                                    | –                    | 1 (2000*)      | –                    |
| Syrië                        | –                          | –                                    | –                    | 2 (2006, 2014) | –                    |
| Australië                    | –                          | –                                    | –                    | –              | 3 (2010, 2014, 2018) |